# 박기민
박기민 (1988년 5월 15일~)은 대한민국의 전 야구 선수다. 현재 '야구의 민족'이라는 유튜브 채널을 운영하고 있다.
잠시 회룡유소년야구단취미반 감독을 맡았다

## 출신 학교
- 달북초등학교
- 대천중학교
- 부산고등학교
- 경성대학교